# (3993) Šorm
(3993) Šorm – planetoida z pasa głównego asteroid okrążająca Słońce w ciągu 4 lat i 45 dni w średniej odległości 2,57 j.a. Została odkryta 4 listopada 1988 roku w Obserwatorium Kleť w pobliżu Czeskich Budziejowic przez Antonína Mrkosa. Nazwa planetoidy pochodzi od Františka Šormy (1913–1980), prezesa Czechosłowackiej Akademii Nauk. Przed jej nadaniem planetoida nosiła oznaczenie tymczasowe (3993) 1988 VV5.